# Септембер, Далси
Далси Ивонн Септембер (англ. Dulcie Evonne September; 20 августа 1935 — 29 марта 1988) — южноафриканская политическая активистка, боровшаяся с режимом апартеида и убитая в Париже, где была представительницей Африканского национального конгресса (АНК).

## Ранние годы
Вторая дочь Якобуса и Сьюзан Септембер, Далси выросла в пригороде Кейптауна Глиморе, где у неё зародился интерес к политической борьбе. К начальному образованию приступила в методистской миссии Клипфонтейна, а затем посещала среднюю школу Атлона. В 1954 году она поступила в училище Уэсли в Солт-Ривер, где в 1955 году получила диплом учителя. Она начала свою педагогическую карьеру в школе City Mission в Мейтленде, продолжила в 1956 году в начальной школе Bridgetown East в Атлоне.
В 1957 году стала членом недавно созданного Союза студентов Капского полуострова (CPSU) — филиала Движения за единство Южной Африки, целью которого было преодоление расовых разногласий и укрепление солидарности среди учащихся разного происхождения. Она принадлежала к атлонскому отделению Лиги учителей Южной Африки (TLSA).

## Активизм
Впоследствии Септембер присоединилась к Африканскому народно-демократическому союзу Южной Африки (APDUSA) — созданной в 1960—1961 годах троцкистской организации Айзека Бангани Табаты.
Вместе со своим товарищем-марксистом Невиллом Александером и намибийскими участниками антиколониального движения СВАПО Андреасом Шипангой, Кеннетом и Оттили Абрахамс в июле 1962 года образовали группу из девяти человек, известную как «Клуб Юй Чи Чань» (Yu Chi Chan Club, YCCC, по китайскому названию партизанской войны, которое использовал Мао Цзэдун). Группа была расформирована в конце 1962 года и сменилась Национальным фронтом освобождения в январе 1963 года.
Как активистка последнего, Септембер была арестована и заключена под стражу без суда в тюрьме на Роланд-стрит 7 октября 1963 года. Вместе с девятью другими людьми ей были предъявлены обвинения, основным из которых был «сговор с целью совершения актов саботажа и подстрекательство к актам политически мотивированного насилия».
После нескольких месяцев судебных разбирательств решением от 15 апреля 1964 года её приговорили к пяти годам лишения свободы, в течение которых она подвергалась жестокому физическому и психологическому насилию. После её освобождения в апреле 1969 года режим Претории вынес ей пятилетний запрет на профессию (равно как и заниматься политической деятельностью). Септембер переехала жить к своей сестре в Паарл.
В 1973 году, когда срок действия запрета подходил к концу, Септембер подала заявку на постоянное разрешение на выезд, получив должность в педагогическом колледже Мэдли в Стаффордшире (Англия). Она покинула ЮАР 19 декабря 1973 года. В Лондоне она присоединилась к Движению против апартеида и находилась в первых рядах многочисленных политических митингов и демонстраций в Доме Южной Африки на Трафальгарской площади. Позже она оставила работу учителя и присоединилась к сотрудникам Международного фонда обороны и помощи Южной Африке.
В 1976 году она вступила в Африканский национальный конгресс (АНК), где была активна в Женской лиге АНК. В 1979 году, в Международный год ребенка (МГР), она была избрана председательницей Комитета МГР женской секции АНК в Лондоне. В конце 1983 года Септембер стала главным представителем АНК во Франции, Швейцарии и Люксембурге.

## Гибель

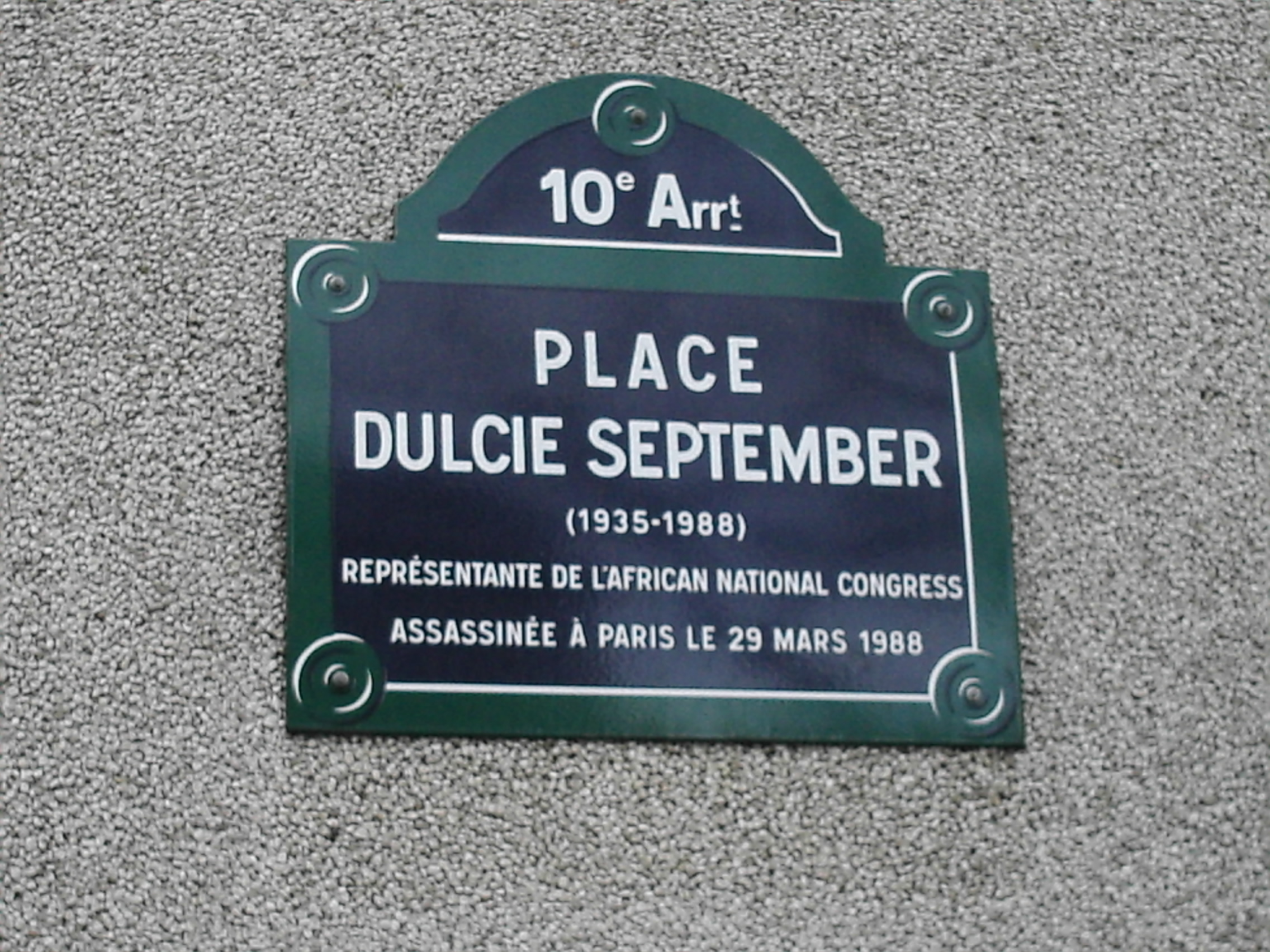
Мемориальная доска Далси Септембер

Утром 29 марта 1988 года Септембер была застрелена на пороге парижского офиса АНК по адресу Рю де Пти-Экюри, 28 (она забрала почту и как раз открывала офис). На момент смерти ей было 52 года. Её гибель вызвала бурную реакцию в Париже, где выразить скорбь собрались более 20 000 человек. Было также совершено покушение на жизнь Годфри Матсопе, представителя АНК в Бельгии.
Септембер казалась далеко не самой важной фигурой в АНК, но накануне своего убийства расследовала торговлю оружием между Францией и ЮАР. Чтобы поделиться информацией о тайных оружейных сделках, она попросила о личных встречах лидеров АНК, в том числе Абдулу Минти, отвечавшего за санкции, запрещавшие поставку оружия южноафриканскому режиму, но ничего не успела рассказать до своей гибели. На следующий день после её убийства генеральный секретарь Африканского национального конгресса Альфред Нзо заявил, что убийцы охотились за ней как за лёгкой мишенью.

## Наследие и память

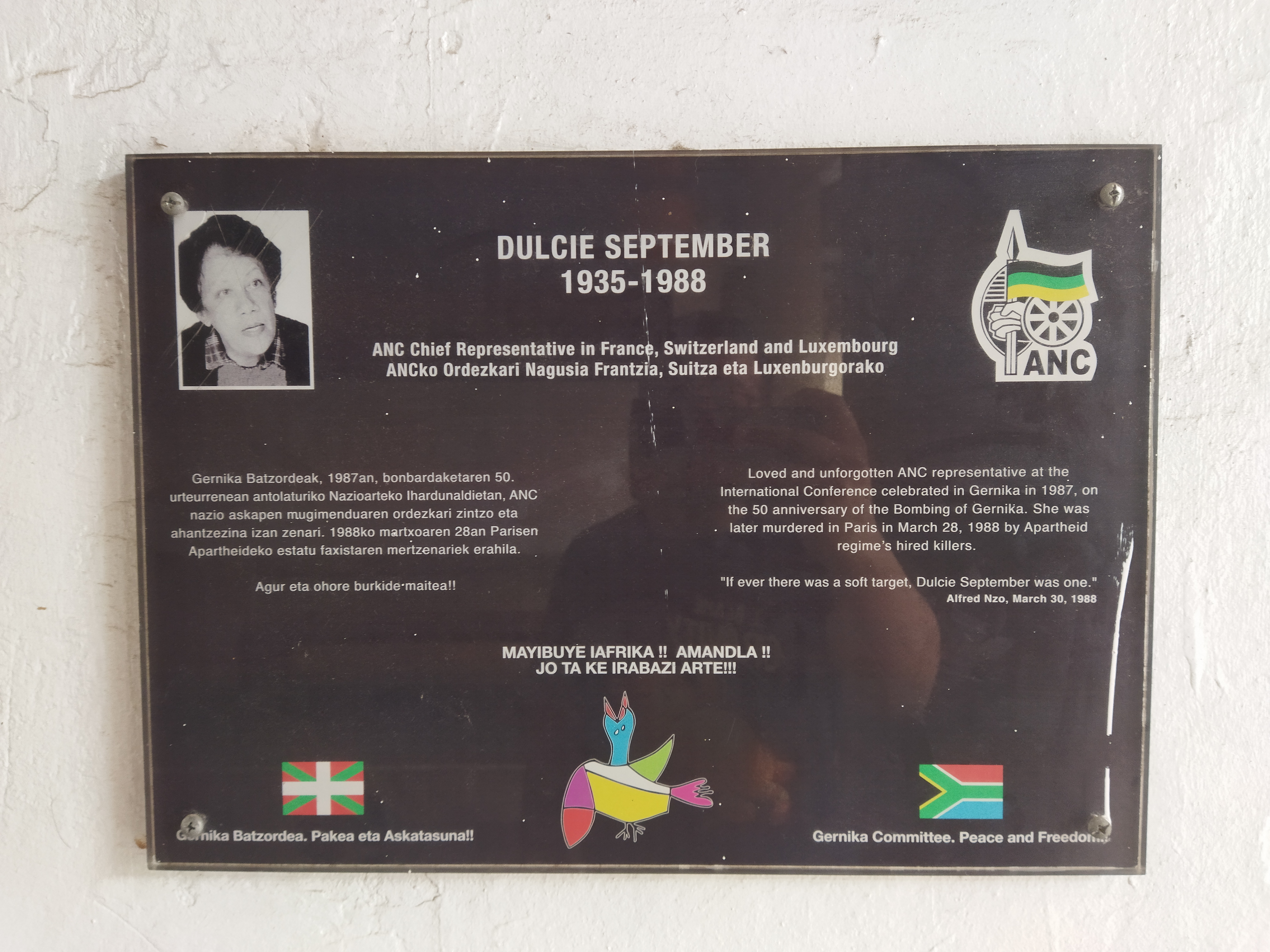
Мемориал Септембер в баскском городе Герника

### Искусство и медиа
Французский исполнитель Жан-Мишель Жарр посвятил Далси Септембер песню «September» из своего альбома 1988 года Revolutions. Песня была исполнена на его концерте Destination Docklands в лондонском Royal Victoria Dock в октябре 1988 года и вошла в альбом с записью этого концерта Jarre Live (1989).
Концептуальный художник Ханс Хааке посвятил ей свою инсталляцию 1989 года «Однажды львы Далси Септембер омоются в знак ликования» (One Day, The Lions of Dulcie September Will Spout Water in Jubilation) на нефункционирующем фонтане перед Гранд-Аль-де-ла-Виллет в Париже, ставшую частью выставки «Волшебники земли» Жана-Мартена Юбера.
Рассказ Далси Септембер «Расколотое общество — быстрые звуки на горизонте» (A Split Society — Fast Sounds on the Horizon) был включен в антологию 1992 года «Дочери Африки» (Daughters of Africa) под редакцией Маргарет Басби.
«Cold Case: Revisiting Dulcie September» — пьеса Бэзила Апполлиса и Сильвии Волленховен, отдающая дань уважения Далси Септембер. В 2001 году в Нидерландах вышла книга Эвелин Гроенинк о её убийстве «Dulcie: Een Vrouw Die Haar Mond Moest Houden». В марте 2019 года был выпущен подкаст об убийстве южноафриканской активистки They Killed Dulcie от Open Secrets и Sound Africa. Документальный фильм 2021 года «Убийство в Париже» (Murder in Paris, режиссёр Энвер Самуэль, монтажёр Никки Комнинос) исследует жизнь и убийство Септембер.

### Мемориалы и посвящения
В честь Далси Септембер названа площадь в 10-м округе Парижа, официально открытая 31 марта 1998 года, через десять лет после её смерти. В её честь названа улица в Клеоне близ Руана. В Нанте есть площадь с её именем, также его носят школа в Эври-сюр-Сен и коллеж Аркёе под Парижем.
В августе 2010 года в Центре гуманитарных исследований Университета Западно-Капской провинции прошла первая лекция памяти Далси Септембер, а также состоялась церемония вручения стипендий Далси Септембер в области гуманитарных и социальных наук, в которой приняли участие такие докладчики, как Барбара Масекела и Маргарет Басби.
В октябре 2011 года Студенческий союз Стаффордширского университета почтил память Далси Септембер, установив мемориальную доску в её память и переименовав свой зал заседаний в «September Room» — покойная была бывшей студенткой педагогического колледжа Мэдли, одного из колледжей-основателей Политехнического института Северного Стаффордшира.
В 2013 году её имя было присвоено общественному центру Атлона. Улица в амстердамском районе Трансваальбурт носит название Дулси Сентябрьпад. Другие здания и улицы в этом районе также были названы в честь выдающихся исторических деятелей ЮАР, включая Стива Бико и Нельсона Манделу.